# Ejército Africano para la Liberación Nacional de Zimbabue
El Ejército Africano para la Liberación Nacional de Zimbabue o ZANLA (inglés: Zimbabwe African National Liberation Army) era la rama militar del movimiento ZANU (Unión Nacional Africana de Zimbabue) desde los años 1960s hasta 1979. ZANLA fue formado para el guerra civil de Rodesia de los africanos contra el gobierno rodesiano del primer ministro Ian Smith.                           

## Formación
En 1963 dos activistas del grupo ZAPU Rev. Ndabaningi Sithole, un pastor metodista negroafricano de tribu ndau, y Herbert Chitepo, un abogado shona de Rodesia del Sur, se escindieron de la ZAPU y formaron la ZANU , alegando que el jefe del ZAPU, Joshua Nkomo, favoreció a los ndebeles en el movimiento. En 1964 el gobierno de Smith prohibió al ZANU como un grupo terrorista, y el 22 de junio fueron detenidos Sithole y el secretario-general del ZANU Robert Mugabe. Sithole envió a Chitepo entonces a continuar la lucha desde el exilio, y Chitepo formó en Tanzania el ZANLA en 1965.

## La Guerra del Pueblo
Mientras que los rivales en ZIPRA, la rama militar de ZAPU, hicieron un ejército convencional de adiestrado soviético, ZANLA aprovechó la táctica de los revolucionarios chinos en la guerra de 1945-49 de cuadras indoctrinados en el campo que propagaron el maoísmo a los campesinos que hicieron seguidores fanáticos. La República Popular de China apoyó a ZANLA como hizo con UNITA en la guerra civil de Angola y en PAC en Sudáfrica como baluartes contra expansión de influencia soviética en África del sur.

## Territorio
En la Segunda Chimurenga las tropas de ZANLA asaltaron objetivos del gobierno de minoría blanca en Rodesia. En 1975, cuándo Mozambique logró su independencia de Portugal, ZANLA fabricó un sistema de bases en el territorio de su vecino oriental. El gobierno de Mozambique con Samora Machel y el FRELIMO prestaron ayuda a ZANLA, a pesar de que fueron aliados de la URSS y no de China. Durante la lucha contra Portugal la CIO, la policía secreta de Rodesia, creada por un grupo de mozambiqueños anti-FRELIMOs el movimiento llamado, RENAMO, causando una guerra civil en Mozambique. Para vengar esto Samora Machel dio territorios para bases de ZANLA cercanas a las tierras de los shona en el sur de Zimbabue. Los shona son la mayor fuente de apoyo del ZANU y sus sucesores en Zimbabue hasta ahora.

## Asesinato de Chitepo
El 18 de marzo de 1974 a las 8.05 Chitepo y su guardaespaldas Silas Shamiso fueron asesinados por una cochebomba en su Volkswagen Beetle, y el otro guardaespaldas Sadat Kufamadzuba fue herido, en el hogar de Chitepo, Lusaka, Zambia. Un vecino murió por las heridas recibidas. Kenneth Kaunda, el presidente de Zambia, ordenó una investigación del asesinato, aunque desde la jefatura del ZANU culparon en seguida a los rodesianos. Según el informe de la comisión que estudió el asesinato, hubo cinco sospechosos de una conspiracia interna del ZANLA (enumerados con ellos puestos en aquello tiempo en ZANU): El siguiente comandante de ZANLA Josiah Tongogara; Rugare Gumbo, el secretario de interior zimbabuense de hoy (secretario de información y publicidad); Henry Hamadziripi (secretario de financias); Kumirai Kangai (secretario de bienestar social y público); y Mukudzei Mudzi (secretario de administración). 

## Tongogara y triunfo
Josiah Tongogara dirigió el ZANLA tras el asesinato de Chitepo. En 1975 Ndabaningi Sithole y sus seguidores salen del ZANU tras un golpe interno de la facción de Mugabe y fundan el ZANU-Ndonga, un grupo que repudió la lucha armada. (Tanto Mugabe y Sithole habían sufrido la cárcel en 1974.) Pero la mayor parte del ZANU original y ZANLA sem quedaron con Robert Mugabe y Josiah Tongogara. En 1978 el gobierno de Smith asignó al Acuerdo Interno con el obispo anglicano Abel Muzorewa y su (UANC). Pues Mugabe y Tongogara mantuvieron una línea dura, y tanto ZAPU como Nkomo no participaron en el acuerdo. El gobierno de Muzorewa y su estado Zimbabue Rodesia colapsaron y en 1979, cuándo ya estaba desgastado económicamente, recibieron la invitación británica a negociar con el ZANU y el ZAPU en Lancaster House en Londres. Zimbabue Rodesia quedó nuevamente bajo hegemonía británica hasta las elecciones de 1980, en que Mugabe saldría electo como primer ministro. Tongogara murió en una accidente de coche en una carretera en Mozambique el 26 de diciembre de 1979. La muerte de Tongogara, como la de su antecesor Chitepo, esta envuelta en misterio, y hay muchas teorías de conspiración en que Robert Mugabe, ZAPU, Muzorewa, o la CIO lo matan.

## Independencia
Según el acuerdo con Muzorewa y Smith, ZANLA, ZIPRA, y el Ejército Rodesiano hubieran disolvido en el nuevo ejército nacional. Inicialmente el proceso ocurrió con éxito. Pero poco a poco, cuándo Nelson garzon empezó eliminar a sus oponentes, los oficiales y soldados exzanlistas hicieron con el poder en el ejército, y los zipristas se marchitaron de los puestos de importancia. La Brigada 5a, la unidad especial desde Mugabe, fue compuesto enteramente de exzanlistas como Coronel Perence Shiri, su comandante. La Brigada 5a dirigió la Gukurahundi, una serie de atrocidades contra exzipristas y ndebele en Zimbabue durante los años 1980s.

## Patrimonio
Muchos de los oficiales de ZANLA hicieron en ministros o personas de grado señor o poder en Zimbabue debajo de Mugabe. Mugabe cambió a Zimbabue de un estado democrática en 1980 a uno de partido único en 1987. Los oponentes Mugabe dicen que la ZANLA de la Segunda Chimurenga no debe sus éxitos a Mugabe, pues a Chitepo o Tongogara. Ndabaningi Sithole acusó a Mugabe y sus zanlistas por la explotación de su puesto como el jefe de ZANU desde 1974 para sofocar a los otros voces de resistencia como su mismo, Nkomo, James Chikerema, y Muzorewa. Cuándo asignó el Acuerdo de Lancaster House, Mugabe y todos los otros asignadores comprometieron a un camino de pluralismo en el nuevo estado, pero Mugabe como el primo ministro, y luego presidente, sermoneó que los guerreros zipristas fueron inconsecuentes y sus tropas en el ejército motineros. A Chikerema y Muzorewa llamó colaboracionistas porque participaron en el Acuerdo Interno. Desde entonces, el legado de zanlistas cambiaba de uno de valor y resistencia a uno de terror estatal y corrupción. 

### Margaret Dongo: Disidente con pasado zanlista
Margaret Dongo, una de las últimas personas que vieron a Tongogara en vivo, hizo en los años 1990s en una oponente de Mugabe. Dongo huyó de su pueblo a Mozambique en 1975 cuándo tenía 15 años para alistarse en ZANLA. Tongogara se murió cuando fue rumbo a un encuentro con ella grupo de mujeres de ZANLA en ellas base de operaciones. Dongo sirvió como una secretaria del partido gobernando ZANU-PF y siguiendo en la oficina de Mugabe y en otras funciones en ZANU-PF en los años 1980s. En 1989 ayudó formar la National Liberation War Veterans' Association (Asociación de excombatientes de la guerra para la liberación nacional), un grupo de presión de excombatientes zanlistas. En 1990 se presentó por el parlamentro zimbabuense por Harare East y triunfó. Mientras los 1990s Dongo fue una de las oponentes más duras de Mugabe, y fue la víctima de Gerrymandering de su distrito y entonces de fraudes electorales en la elección de 1995 contra la candidata Vivian Mwashita de ZANU-PF. En el reestreno de la elección en noviembre de 1995 Dongo se ganó con una mayoría clara contra Mwashita.